# Bouchard (burgrave de Ratisbonne)
Pour les articles homonymes, voir Bouchard.
Bouchard (en allemand : Burchard ou Burkhard), mort vers 982, fut margrave de la marche de l'Est bavaroise après la victoire du roi Otton Ier sur les Magyars à la bataille du Lechfeld en 955. Il resta en fonction jusqu'à la nomination de Léopold de Babenberg en tant que margrave d'Autriche en 976.

## Biographie

La marche orientale en 976 et son expansion future.

Il est le fils d'Udalrich, comte en Zurichgau et en Thurgovie, et un petit-fils du duc Bouchard Ier de Souabe (mort en 911). En se mariant à une fille du duc Arnulf Ier de Bavière (mort en 937), il a un lien par alliance avec le duc Henri Ier et la dynastie régnante des Ottoniens ; ce qui lui permit d´obtenir les fonctions de burgrave à Ratisbonne, la résidence des ducs de Bavière, et de bailli de l’abbaye Saint-Emmeran peu après l´écrasement du soulèvement de Ludolphe de Souabe, fils du roi Otton, en 953/954. L'office du burgrave, représentant des intérêts du seigneur, a été attribué pour la première fois. Bouchard était aussi comte de Geisenhausen.
Il fut nommé margrave à la suite de la victoire à la bataille du Lechfeld (955) près d´Augsbourg contre les forces hongroises du grand-prince Fausz. Depuis sa résidence à Pöchlarn, il agrandit ses domaines de la marche orientale sur les rives du Danube jusqu'à Krems et au confluent de la Traisen.
En 973, avec l´aide de son cousin le duc Bouchard III de Souabe, il parvient à faire nommer son fils Henri évêque d´Augsbourg. En 974, il participe au soulèvement du duc Henri II de Bavière contre l´empereur Otton II. C'est pour cela que ses titres de margrave et burgrave lui sont retirés à la diète en 976 lors du démembrement de la Bavière par Otton II. Dans la nouvelle marche d'Autriche, il est remplacé par son probable beau-frère Léopold Ier, l'homme qui fonda la dynastie des Babenberg en Autriche. 

## Mariage et descendance
Bouchard s'est marié à une fille du duc Arnulf Ier de Bavière, sœur de Judith, l'épouse du duc Henri Ier. Il est le père d'Henri, évêque d´Augsbourg à partir de 973, mort à la bataille du cap Colonne le 13 juillet 982, et de Willibirg, épouse d'Adalbero de Viehbach, comte en Carinthie. 